# Định danh Bayer
Định danh Bayer là cách đặt tên cho các vì sao do Johann Bayer sáng tạo ra, trong đó mỗi một sao sẽ được đặt tên theo một chữ cái Hy Lạp, theo sau là Sở hữu cách tên Chòm sao theo tiếng Latin. Danh sách sao theo cách đặt tên Bayer chứa 1564 vì sao.